# Czarna (Kis-Lengyelországi vajdaság)
Czarna falu Gorlice megyében, a Kis-lengyelországi vajdaságban, Lengyelország déli részén, közel a szlovák határhoz.
A Kis-lengyelországi vajdaságban elhelyezkedő település Uście Gorlickie gminában (község) található. A megyeszékhelytől, Gorlicétől 15 kilométernyire délnyugatra fekszik, a régió központjától, Krakkótól 102 km-nyire délkeletre található.